# Hymenophyllum corrugatum
Hymenophyllum corrugatum är en hinnbräkenväxtart som beskrevs av Christ. Hymenophyllum corrugatum ingår i släktet Hymenophyllum och familjen Hymenophyllaceae. Inga underarter finns listade.